# هورایزن آوای کوه
هورایزن آوای کوه (به انگلیسی: Horizon Call of the Mountain)  یک بازی ویدئویی در سبک اکشن-ماجراجویی است که با همکاری استودیوهای گوریلا گیمز و فایراسپرایت توسعه یافته و به‌وسیلهٔ سونی اینتراکتیو انترتینمنت در فوریه ۲۰۲۳ به عنوان بازی زمان عرضه برای هدست واقعیت مجازی پلی‌استیشن وی‌آر۲ منتشر شد. این بازی به عنوان یک نسخه مشتق از مجموعه بازی‌های هورایزن به‌شمار می‌رود و از زاویهٔ دید اول‌شخص دنبال می‌شود.
داستان بازی از دید شخصیت جدیدی به نام رایاس، یک سلحشور شدو کارجا دنبال می‌شود، که باید برای بازیابی آزادی خود به بررسی تهدیدی جدید برای ساندام بپردازد. رایاس در طی سفر طولانی خود با شخصیت‌های جدید و قدیمی متعددی از جمله الوی، قهرمان اصلی این فرنچایز ملاقات خواهد کرد.